# The Hardest Part
«The Hardest Part» (в переводе с англ. — «Сложнейшая часть») — песня британской рок-группы Coldplay, написанная всеми четырьмя участниками группы для их третьего студийного альбома X&Y. Композиция является рок-балладой и начинается с фортепианной мелодии, за которой следуют партии электрогитары, сопровождаемые медленной игрой на барабанах.
Песня была выпущена 3 апреля 2006 года как четвертый и последний сингл с альбома X&Y. Композиция дебютировала в хит-парадах Billboard Hot Adult Contemporary Tracks, заняв 37-ю позицию. Это было первым появлением Coldplay в этом чарте. Композиция смогла добиться умеренного успеха на радио AC для будущих синглов, таких как «Viva la Vida», «Paradise» и «Every Teardrop Is a Waterfall». «The Hardest Part» также попал в чарты Австралии, Италии и Новой Зеландии.
Песня была хорошо встречена критиками. Трек получил высокую оценку за его музыкальный стиль. Региональные синглы были выпущены в Канаде, Европе и Австралии; другая версия была выпущена на Тайване. Промо-синглы были выпущены для Великобритании и США. Live-версия «The Hardest Part» была выпущена на концертном альбоме 2009 года LeftRightLeftRightLeft.

## О песне
Предыдущий сингл с альбома X&Y, «Talk», был своего рода трибьютом немецкой группе Kraftwerk; Точно так же «The Hardest Part» была задумана Coldplay как выражение признания американской группе R.E.M. Когда Криса Мартина спросили, почему песня посвящена солисту R.E.M. Майклу Стайпу, он ответил: «Я потерял всякое уважение к славе, но я не потерял все уважение к самому уважению. Известно, что я вдохновляюсь людьми, которых уважаю. Мы с ним, как собака и хозяин. Я всегда буду равняться на него». Группа сочла, что трек напоминает песню R.E.M. «Losing My Religion». «The Hardest Part» была исключена из списка треков альбома, когда группа отправила раннюю версию X&Y на лейбл Parlophone, но была включена, когда альбом был завершен.

### Видеоклип
Видеоклип на «The Hardest Part» был снят 3 марта 2006 года в Сент-Питерсберге, Флорида; режиссёром выступила Мэри Уигмор. В клипе использованы кадры ток-шоу Attitudes, выходившего на канале Lifetime в 1985—1991 годах. Участники группы были «добавлены» в видео посредством цифровых технологий, создав эффект концерта. Также в кадре появляется Линда Дано, игравшая в американской мыльной опере «Другой мир».

## Выпуск и продвижение
Coldplay выпустили «The Hardest Part» в США и Великобритании 3 апреля 2006 года в качестве четвертого и последнего сингла с третьего альбома. На стороне «Б» была представлена песня «How You See the World», исполненная вживую в Эрлс Корт. Региональные синглы были выпущены для Канады, Европы и Австралии; Великобритании и США издались промозаписи. Трек занял 37-е место в чарте Billboard Hot Adult Contemporary Tracks. Хотя песня не попала в UK Singles Chart, поскольку была выпущена исключительно для радио, сингл достиг пика в итальянских хит-парадах 11 мая 2006 года и не спускал позицию неделю. После этого песня достигла 28-го места в New Zealand Singles Chart 28 августа 2006 года. В 2009 году концертная фортепианная версия «The Hardest Part» вместе с треком «Postcards from Far Away» из мини-альбома Prospekt’s March была включена в концертный альбом Coldplay LeftRightLeftRightLeft.
Критики положительно оценили песню. Критик Келефа Санне из Rolling Stone отметила, что песня становится «менее запоминающейся по ходу исполнения». Адриан Бегранд из PopMatters написал: «„The Hardest Part“ — это приятный кусочек поп-музыки в стиле R.E.M.». Кэмерон Адамс из Herald Sun сообщил, что песня звучала «как смесь The Smiths и R.E.M.». Дэвид Чил из Daily Telegraph отметил: «„The Hardest Part“ — прекрасный, простой, мгновенно доступный поп-рок».

## Список композиций
Слова и музыка всех песен — написаны участниками группы Coldplay.
| №  | Название                                      | Длительность |
| -- | --------------------------------------------- | ------------ |
| 1. | «The Hardest Part»                            | 4:25         |
| 2. | «How You See the World» (Live at Earls Court) | 4:16         |

## Участники записи
Согласно буклету к виниловому синглу, все четыре участника Coldplay считаются соавторами «The Hardest Part»:
- Крис Мартин — вокал, клавишные, акустическая гитара, пианино
- Джонни Бакленд — гитара
- Гай Берримен — бас-гитара
- Уилл Чемпион — ударные, бэк-вокал

## Чарты
| Чарт (2006)                        | Позиция |
| ---------------------------------- | ------- |
| Австралия (ARIA)                   | 40      |
| Бельгия/Фландрия (Ultratop 50)     | 48      |
| Италия (FIMI)                      | 19      |
| Нидерланды (Single Top 100)        | 25      |
| Новая Зеландия (Recorded Music NZ) | 28      |
| Polish Singles Chart               | 8       |
| IFPI                               | 15      |
| Швейцария (Schweizer Hitparade)    | 44      |
| Billboard Adult Contemporary       | 37      |